# Дженкинтаун (Пенсильвания)
Дженкинтаун (англ. Jenkintown) — боро в округе Монтгомери, штат Пенсильвания (США). Расположен примерно в 16 км к северу от центра Филадельфии.
Дженкинтаун расположен между тауншипами Абингтон и Челтнем . Площадь города составляет 1,5 км², а население составляет 4430 человек (2018).

## История
Боро было названо в честь Стивена Дженкинса, валлийского поселенца-пионера.
Дженкинтаун был заселён примерно в 1697 году, а основан 8 декабря 1874 года.

## В популярной культуре
Действия комедии «Голдберги» проходят в Дженкинтауне, в 1980-х годах. Она основана на детстве создателя шоу Адама Ф. Голдберга, уроженца Дженкинтауна.